# Елевтерос Логос
„Елевтерос Логос“ (на гръцки: Ελεύθερος λόγος, в превод Свободно слово) е гръцки вестник, издаван в град Бер (Верия).
Вестникът започва да излиза през 1928 година. Издател му е Трисивулос Смирлис. Подзаглавието е „Седмичен местен вестник в Бер“ (ΕΒΔΟΜΑΔΙΑΙΑ ΤΟΠΙΚΗ ΕΦΗΜΕΡΙΣ ΕΝ ΒΕΡΡΟΙΑ). В 1929 година вестникът отразява местните избори, на които е избран за кмет Андониос Протопсалту, преместването на митрополит Поликарп от катедрата в Лерин на тази в Бер и други.